# FBC Engelholm
FBC Engelholm, tidigare IBC Engelholm är en innebandyklubb i Ängelholm i Sverige. Klubben, vars damlag gjort säsonger i Elitserien, bildades 1989 av bland andra Per Bengtsson.